# Elżbieta Franke
Elżbieta Franke, née Cymerman, le 10 mars 1940 à Klimontów, est une escrimeuse polonaise, pratiquant le fleuret.

## Biographie
Elżbieta Cymerman épouse l'escrimeur Egon Franke.

## Palmarès

### Jeux olympiques d'été
- 1972 à Munich
  - participation en fleuret individuel
  - 7e en fleuret par équipe
- 1968 à Mexico
  - participation en fleuret individuel
  - 7e en fleuret par équipe

### Championnats du monde
- Médaille de bronze par équipe en 1971 à Vienne

### Championnats de Pologne
- entre 1963 et 1972:
  - 8  Championne de Pologne de fleuret individuel